# イオンタウン古川
イオンタウン古川（イオンタウンふるかわ）は、宮城県大崎市にある、イオンタウンが管理・運営するショッピングセンターである。

## 沿革
ロック開発による当地への出店計画が明らかになったのは1996年であった。当初の計画は敷地面積10万7000平方メートル、店舗面積3万平方メートル規模で、1997年秋には開店を目指していた。しかし実際に出店申請が行われたのは1997年3月で、敷地面積は14万平方メートル、店舗面積4万1063平方メートルと当初案より拡大、開店は1998年7月の予定とされた。申請内容のまま認められれば県内最大のショッピングセンターとなるはずであったが、地元商店会は出店に反対の姿勢を示し、1998年2月には出店拒否の意向を盛り込んだ意見書を大規模小売店舗審議会東北審議部会に提出した。しかし3月、審議部会は店舗面積を2万4093平方メートルに減らすことで出店を認める審判を出し、10月には現地で起工式が行われた。
1999年3月、ジャスコ（当時）が運営する「マックスバリュ古川店」と、地元企業であるタカカツが運営する「タカカツホームプラス古川店」（のちに、「ホームセンターたかかつ古川店」に改称）、ましま家具店が運営する「ホームランドマシマ古川店」を核店舗として開業した。
2011年9月1日にイオン株式会社がロック開発株式会社のすべての株式を取得・100%子会社化して社名をイオンタウン株式会社に変更したことに伴い、施設名のロックタウン古川をイオンタウン古川に改称されている。
- 1999年（平成11年）
  - 3月7日 - 「イオン ふるさとの森づくり」植樹祭を開催。[要出典]
  - 3月17日 - ソフトオープン[8]。
  - 3月20日 - ロックショッピングタウン古川としてオープン。[要出典]
- 2003年（平成15年）2月1日 - ロックショッピングタウン古川からロックタウン古川に改称[9]。
- 2005年（平成17年）7月 - 「ホームランドマシマ古川店」を「Gアウトレット古川店」に改称。[要出典]
- 2008年（平成20年）
  - 6月1日 -「ホームセンターたかかつ古川店」を運営会社変更に伴い「ホーマックスーパーデポ古川北店」に転換。[要出典]
  - 8月21日 - マックスバリュ古川店の運営がイオンからイオンリテールに変更。[要出典]
- 2010年（平成20年）2月21日 - マックスバリュ古川店の運営が、イオンリテールからマックスバリュ南東北に移管。[要出典]
- 2011年（平成23年）
  - 7月23日 - マックスバリュ古川店をザ・ビッグ古川店に業態変更して開店[広報 1][10]。
  - 9月1日 - ショッピングセンターの名称をイオンタウン古川に変更[要出典][11]。
- 2015年（平成27年）
  - 3月1日 - 「ホーマックスーパーデポ古川北店」が「DCMホーマック古川北店」に名称変更。[要出典]
- 2022年（令和4年）
  - 9月1日 - 「DCMホーマック古川北店」が「DCM古川北店」に名称変更[広報 2]。
- 2024年（令和6年）
  - 3月1日 - ザ・ビッグ古川店の運営がイオンビッグに移管[要出典]（同日にイオンビッグがマックスバリュ南東北を吸収合併した<ref[広報 3][広報 4]ため）。

## テナント
- ザ・ビッグ古川店
開業当初は「マックスバリュ古川店」。2008年8月にイオンからイオンリテールに移管され、2010年2月にはイオンリテールからマックスバリュ南東北に移管され、2024年3月にはマックスバリュ南東北を吸収合併したイオンビッグに運営が移管。[要出典]
2011年7月にザ・ビッグ古川店に業態変更した。[要出典]
- DCM古川北店
開業当初はタカカツ運営のホームセンター「ホームセンターたかかつ古川店」であった。[要出典]タカカツがホームセンター部門から撤退したことに伴い[12]、2008年6月より同部門の譲受先であるホーマックの店舗に転換し、「ホーマックスーパーデポ古川北店」になった。ホーマックが譲受してブランド転換した5店舗の中で、唯一のスーパーデポ店であった。なお、同市内の古川旭に「ホーマック古川店」（現・DCM古川店）が営業していたため、店名が「古川北店」に変更されている。[要出典]
その後、ホーマックの親会社であるDCMホールディングスの命名方針により、[要出典]2015年（平成27年）3月1日に「DCMホーマック古川店」に改称。更に、DCMホーマックが2021年（令和3年）3月にDCMに吸収合併された後、2022年（令和4年）9月1日にDCMの運営するホームセンターのブランド統一に伴い[広報 2]「DCM古川北店」に再改称している（看板の更新は店名変更に遅れて実施）。[要出典]

#### 広報資料・プレスリリースなど一次資料
1. ↑  〜ディスカウントストア「ザ・ビッグ」、県北エリアに初の出店〜 「ザ・ビッグ鹿島台店」「ザ・ビッグ古川店」2店舗同時リニューアルオープン！[リンク切れ]
2. 1 2  “店舗名称の統一について”.   DCM株式会社 (2022年9月1日). 2024年3月8日閲覧。
3. ↑  『イオンビッグ株式会社とマックスバリュ南東北株式会社の合併契約締結に関するお知らせ』（PDF）（プレスリリース）イオン、イオンビッグ、マックスバリュ南東北、2023年9月26日。2024年3月8日閲覧。
4. ↑  “イオンビッグとマックスバリュ 南東北 がひとつに “新生”イオンビッグ株式会社が誕生”.  イオンビッグ (2024年3月1日). 2024年3月8日閲覧。